# 루 피니엘라
루이스 빅터 피니엘라(Louis Victor Piniella, 1943년 8월 28일 ~ )는 미국의 전 프로 야구 선수이자 감독이다. 메이저 리그 베이스볼에서 외야수였던 그는 볼티모어 오리올스, 클리블랜드 인디언스, 캔자스시티 로열스와 뉴욕 양키스와 함께 16개의 시즌을 활약하였다. 자신의 선수 경력 동안에 그는 1969년 아메리칸 리그 올해의 신인 선수로 임명되었고, 양키스와 함께 2개의 월드 시리즈 우승을 거머쥐었다.
선수 경력에 이어 피넬라는 양키스 (1986 ~ 87, 1988), 신시내티 레즈 (1990 ~ 92), 시애틀 매리너스 (1993 ~ 2002), 탬파베이 데블 레이스 (2003 ~ 05)와 시카고 컵스 (2007 ~ 10)의 감독이 되었다. 그는 레즈와 함께 1990년 월드 시리즈를 우승하고, 2001년 116개의 정규 시즌 우승 기록을 포함하여 매리너스를 7년 동안 4개의 공식 이후의 시즌 출연으로 이끌었다. 그는 또한 컵스와 함께 한 동안 연속적인 디비전 타이틀 (2007 ~ 08)을 거머쥐기도 하였다. 피넬라는 자신의 경력 동안 3회의 올해의 감독(1995, 2001, 2008)으로 선정되었고 자신의 감독 경력을 감독 우승의 명단에 사상 14위로 끝냈다.
그는 메이저 리그 타자로서 자신의 스윙과 선수와 감독으로서 익살스러운 자신의 품행을 표현하는 이유로 "스위트 루"라는 별명이 붙었다.

## 어린 시절
플로리다주 탬파에서 스페인 북서부에서 온 아스투리아스 계통의 부모에게 태어났다. 그는 웨스트탬파에서 자라와 미국 군대 야구와 토니 라 루사를 따라 포니 리그 야구를 활약하였다. 피니엘라는 자신이 농구에서 올아메리칸 팀에 속하던 탬파에 있는 예수회 고등학교에서 수학하였다. 1961년 졸업 후1년간 탬파 대학교에서 1년간 수학하며, 스파탄스를 위하여 야구에서 칼리지 디비전 올아메리칸 선수로 활약하였다.

## 선수 경력

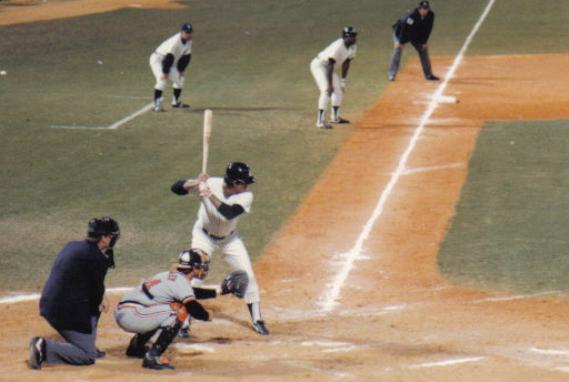
1983년 봄 훈련 경기에서

1962년 6월 9일 18세의 나이로 피니엘라는 아마추어 자유 계약 선수로서 클리블랜드 인디언스에 의하여 계약되었다. 그해 가을 그는 1962년 첫 드래프트 해에 인디언스로부터 워싱턴 세너터스에 의하여 드래프트되었다. 1964년 8월 피니엘라는 버스터 내럼을 위하여 초기 이적을 완료하러 볼티모어 오리올스로 보내졌고, 그해 9월 21세의 나이로 오리올스와 함께 자신의 첫 메이저 리그 경기를 가졌다. 1966년 시즌을 대비하여 그는 캠 캐리언을 위하여 오리올스에 의하여 인디언스로 다시 이적되었고, 1968년 9월 24세의 나이로 인디언스와 함께 자신의 두번째 메이저 리그 출연을 이루었다.
그해 10월의 확장 드래프트에서 피니엘라는 시애틀 파일러츠에 의하여 선발되었으나 존 젤나와 스티브 휘터커를 위하여 4월 1일 봄 훈련 후에 캔자스시티 로열스로 이적되었다. 그는파일러츠의 관한 짐 버턴의 클래식 저서 〈Ball Four〉에 현저히 언급되었다.
1969년부터 1973년을 통하여 피니엘라는 로열스를 위하여 그들의 첫 5개의 시즌을 활약하였고 아메리칸 리그 올해의 신인 선수(1969)와 올스타 경기(1972)에 임명되었다. 그는 로열스 역사상 첫 타자였는 데 1969년 4월 8일 그들의 첫 시즌에 그는 미네소타 트윈스의 톰 홀을 상대로 첫 이닝의 말기에 선두 타자였다. 피니엘라는 좌익수로 2루타를 치고, 그러고나서 제리 아데어에 의한 타점 1루타에 득점하였다.

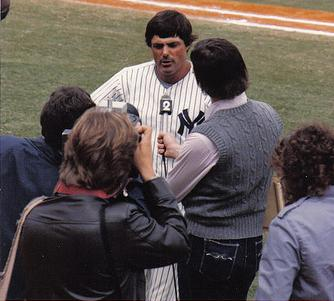
1983년 기자 회견에서 피니엘라 (당시 39세)

1973년 시즌 후에 피니엘라는 린디 맥대니얼을 위하여 켄 라이트와 함께 로열스에 의하여 뉴욕 양키스로 이적되었다. 그는 양기스와 11개의 시즌들을 위하여 활약하였고, 그 동안에 양키스는 5회의 아메리칸 리그 이스트 타이틀(1976 ~ 78, 1980, 1981), 4회의 아메리칸 리그 페넌트(1976 ~ 78, 1981)와 2회의 월드 시리즈(1977 ~ 78)를 우승하였다. 1975년 그는 내이 감염증과 함께 그해의 일부를 놓쳤다. 1977년 미드 시즌부터 1980년 말기를 통하여 그는 양키스의 정규적 외야수이자 지명 타자였다.
자신의 경력 동안에 피니엘라는 단 하나의 올스타 팀으로 이루고 자신의 경력의 절반 아래 만을 위하여 전임으로 활약하지 않음에 불구하고 1705개의 일생 안타를 수집하였다.

## 감독 경력

### 뉴욕 양키스
선수로서 은퇴한 후, 피니엘라는 타구 코치로서 양키스의 코치직에 가입하였다. 그는 1986년부터 1987년까지 양키스를 감독하였다. 피니엘라는 1988년 시즌을 시작하는 데 총지배인으로 진급되었고, 6월 23일 빌리 마틴을 해고시킨 후에 감독으로서 차지하였다.

### 신시내티 레즈
피니엘라는 1990년부터 1992년까지 신시내티 레즈를 감독하였으며, 1990년 월드 시리즈에서 우승 후보로 보이던 전직 챔피언 오클랜드 애슬레틱스를 4개의 경기에서 휩쓸고 우승을 거두었다.

### 시애틀 매리너스
1993년부터 2002년을 통하여 피니엘라는 10개의 시즌 동안 시애틀 매리너스를 감독하였다. 그의 부인 아니타는 처음에 그가 감독직을 차지하지 않기를 고집하였다. 루와 아니타는 뉴저지주 앨런데일에서 살았고 그녀는 시애틀이 그들의 가족과 자식들로부터 너무 멀다고 생각하여 봄 훈련은 플로리다주 대신 애리조나주에서 있었다.
피니엘라는 1995년 아메리칸 리그 올해의 감독 상을 수상하였으며, 2001년 매리너스를 동점을 매긴 116개의 우승 기록으로 지도하여 다시 수상하였다. 2001년 아메리칸 리그 디비전 시리즈를 우승한 후, 매리너스는 아메리칸 리그 챔피언십 시리즈의 첫 2개의 경기를 떨어뜨리고 피니엘라는 매리너스가 시리즈로 돌아오는 데 뉴욕에서 열린 3개의 경기 중에 2개를 이기리라 자신이 보증한 공식전 후의 기자 회견을 화가 나면서 가졌다. 하지만 양키스는 양키 스타디움에서 시리즈를 팔아버리고 매리너스는 그 이래 플레이오프들에 도달하지 않았다. 2002년 시즌에 이어 피니엘라는 탬파베이 데블 레이스를 감독하러 매리너스와 함께 자신의 마지막 해를 소청하였다. 배상으로서 데블 레이스는 내야수의 전망 안토니오 페레스를 위하여 외야수 랜디 윈을 매리너스로 이적시켰다.
팀 역사상 매리너스의 4개의 플레이오프 출연들 전부는 피니엘라 아래에 일어났다. 2014년 피니엘라는 8월 9일 시애틀 매리너스 명예의 전당으로 헌액되었다. 피니엘라의 등 번호 14번은 아직 영구 결번되지 않았어도 2002년 매리너스와 자신의 재직권이 종말 되고 2016년까지 새로운 3루 코치 매니 액타에게 내려질 때까지 아무 선수에게 내려지지 않았다.

### 탬파베이 데블 레이스
데블 레이스와 함께 자신의 첫 2개의 시즌들에서 피니엘라는 얼마간 팀을 향상시킬 수 있었고 그들은 2004년 프랜차이즈의 기록 70개의 경기를 우승하였다. 이 일은 또한 자신들이 디비전에서 마지막으로 오지 않은 첫 시즌이기도 하였다. 2005년 시즌 동안에 피니엘라는 미래에 너무 전념하고 즉시의 결과들에 충분하지 못하며 경쟁적인 팀을 경기에 내보내는 데 빠르게 급료 지불 명부를 늘이지 않은 것으로 인하여 데블 레이스의 비판적이었다. 데블 레이스는 메이저 리그에서 최저였던 3천만 달러의 급료 지불 명부와 함께 시즌을 시작하였고, 양키스의 급료 지불 명부는 2005년 2억 8백만 달러 이상이었다.
긴장들은 결국 9월 21일 피니엘라를 데블 레이스의 감독으로서 물러나게 하였다.

### 시카고 컵스
2006년 10월 16일 피니엘라는 4번째 해를 위하여 5백만 달러의 선택과 함께 1천만 달러를 위하여 시카고 컵스를 감독하는 데 3년 계약에 동의되었다.
피니엘라의 컵스가 2년간(2007 ~ 08) 센트럴 디비전의 결말을 짖고 2008년 내셔널 리그에서 최고 기록을 자랑하였어도 컵스는 양해에 공식 이후 시즌에서 쓸어졌는 데, 내셔널 리그 디비전 시리즈에서 처음에 애리조나 다이아몬드백스, 그러고나서 로스앤젤레스 다저스에 의하여 휩쓸어졌다. 피니엘라는 2008년 올해의 감독으로 선정되었다.
2010년 7월 20일 피니엘라는 시즌의 말기에 이어 컵스의 감독으로서 은퇴를 선언하였다. 하지만 8월 22일 피니엘라는 그날의 경기가 열린 후 사임하기로 결정하며 자신의 아픈 90세의 어머니를 돌보고 싶다고 말하였다.

### 샌프란시스코 자이언츠
2011년 2월 피니엘라는 샌프란시스코 자이언츠에 의하여 특별 상담인으로 기용되었다. 그는 시즌 후에 다시는 그 직위에 돌아오지 않았다.

### 레즈로 복귀
2016년 2월 5일 피니엘라는 레즈에 특별 상담인으로 재가입하였다.

## 방송 경력
1989년 피니엘라는 매디슨 스퀘어 가든 네트워크에 양키스의 텔레비전 방송을 위한 분석자로 일하였다. 2006년 데블 레이스를 떠난 후, 피니엘라는 폭스 스포츠를 위하여 분석자로서 하나의 시즌을 보내며 소집 공식 이후 시즌의 야구 경기들에서 톰 브레너먼과 스티브 라이언스에게 가입하였다.
그들이 2006년 아메리칸 리그 챔피언십 시리즈의 3번째 경기의 방송 진행을 하는 동안 피니엘라는 정규 시즌 동안 분투하였으나 시리즈가 열리는 동안 잘 활약한 마르코 스쿠타로 선수에 해설하고 있었다. 그는 스쿠타로가 지속적으로 잘 하는 것 기대하는 것은 금요일에 지갑을 찾는 것과 비슷하다고 진술하며, 토요일과 일요일에 다른 지갑을 찾는 것을 기대하였다. 피니엘라는 그러고나서 프랭크 토머스 선수가 추운 이유로 스페인어로 "en fuege"(불)이 필요하다고 소감을 남겼다. 라이언스는 "아직도 자신의 지갑을 찾을 수 없다. 난 피니엘라를 이해하지 못하고 이제 그에게 가까이 앉고 싶지 않다."고 추가하였다. 폭스는 라이언스를 해고시켰다.
2012년 2월 22일 양키스의 경기들을 위하여 피니엘라가 YES 네트워크에 분석자로서 가입하려 한다고 공고되었다. 그는 양키스와 필리스의 봄 훈련 경기가 열리는 동안 3월 4일 YES의 데뷔를 하였다.

## 다른 대중 매체에서
피니엘라는 1994년 영화 《빅 리틀 리그》에 카메오 출연을 하였다.
2007년 피니엘라는 리글리 필드에서 6월 2일 자신의 유명한 용해를 모방한 아쿠아피나 식수의 텔레비전 광고에 나왔다.
피니엘라와 시카고 화이트삭스 감독 아지 기옌은 2008년 크로스타운 시리즈의 첫 절반이 열리는 동안 지방 자동차 판매점을 광고하는 한 선전에 나왔다.
2009년 그는 다이렉TV를 위한 광고를 찍었다.